# NGC 3628
NGC 3628，或者稱為漢堡星系（Hamburger Galaxy）、薩拉星系（Sarah's Galaxy），是一個位於獅子座的無棒螺旋星系，距離地球3,500萬光年。它於1784年由英國天文學家赫歇爾發現，這個星系與M65和M66兩個螺旋星系，一同構成獅子座三胞胎。此外，這個星系也屬於電波星系。
因為Ngc 3628在許多波段的影像都可見到它的核球為X型，因此有天文學家宣稱它其實是棒狀結構只有一端面對地球的棒旋星系。電腦模擬顯示盤狀星系的棒狀結構可形成於和其他星系的重力交互作用與合併時，而目前NGC 3628正在和另外兩個巨大的鄰近星系交互作用中。

## 相關網站

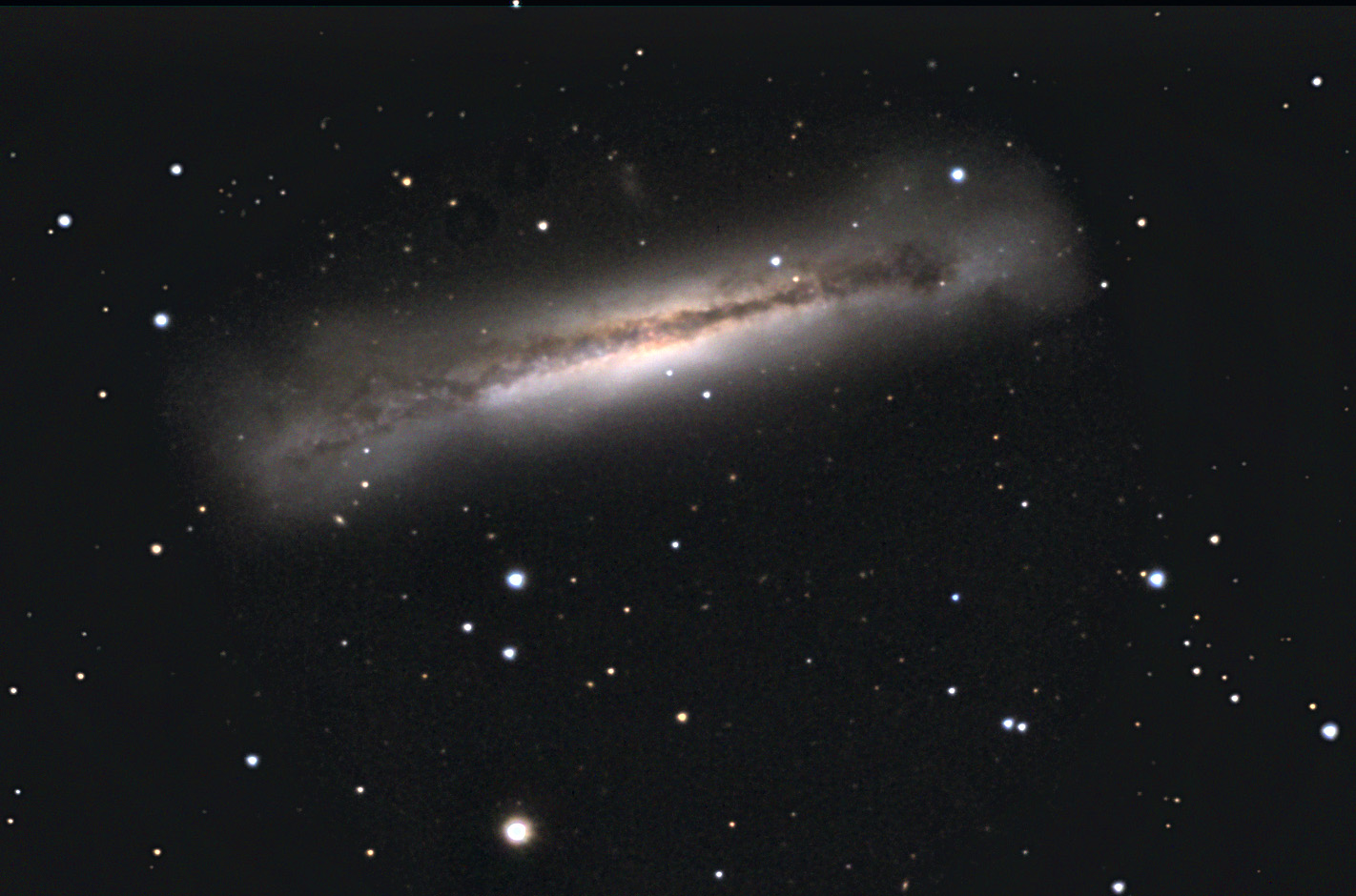
NGC 3628

- 每日一天文圖（2004年4月8日）
- High resolved image of NGC 3628 from amateur-astrophotographers
- Szymanek, Nik; Gray, Meghan. . Deep Sky Videos. Brady Haran.   [2017-05-09]. （原始内容存档于2017-08-26）.
- SEDS: Spiral Galaxy NGC 3628（页面存档备份，存于）